# Kv-Faktor
Der kv-Faktor (Geschwindigkeitsverstärkungsfaktor) verdeutlicht im Maschinenbau die Positioniergenauigkeit einer Bewegungsachse. Er gibt das Verhältnis zwischen der Prozessgeschwindigkeit und der Differenz zwischen Soll- und Istposition der Maschine an, ähnlich dem Schlupf.
Der Kv-Faktor ist somit auch ein Maß für die Steifigkeit des Antriebes. Er wird durch Trägheiten und Verluste verursacht.

## Berechnung
Der Kv-Faktor einer Werkzeugmaschine bezeichnet das Verhältnis der momentanen Geschwindigkeit (in {\displaystyle \mathrm {\frac {m}{min}} }) eines bewegten Teils, meist des Werkzeugs oder des Werkstücks, zur Lageabweichung, auch Schleppabstand genannt, in {\displaystyle \mathrm {mm} }:
{\displaystyle k_{v}={\frac {\text{Verfahrgeschwindigkeit}}{\text{Schleppabstand}}},}
seine Einheit ist {\displaystyle \mathrm {\frac {m}{min\cdot mm}} }
Der Schleppabstand als Maß für die Positionsabweichung während der Bewegung bezeichnet die Differenz zwischen Lage-Sollwert und Lage-Istwert. Somit ergibt sich der kv-Faktor zu:
{\displaystyle k_{v}={\frac {\text{Verfahrgeschwindigkeit}}{{\text{Position}}_{\text{Soll}}-{\text{Position}}_{\text{Ist}}}}}

## Anwendung
Bei Positioniersystemen, beispielsweise in Werkzeugmaschinen, beeinflusst der kv-Faktor die Genauigkeit, mit welcher die Maschine arbeitet:
- Mithilfe des kv-Faktors lässt sich vorhersagen, wie groß die Positionsabweichung bei einer bestimmten Geschwindigkeit ist. Je genauer eine Kontur bei konstantem kv-Faktor abgefahren werden soll, desto langsamer muss die Bewegung erfolgen; ist ein maximaler Schleppabstand vorgegeben, so kann über den kv-Faktor bestimmt werden, mit welcher Verfahrgeschwindigkeit maximal verfahren werden darf, um diesen nicht zu überschreiten.

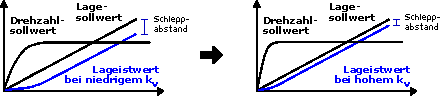
Einfluss des k_{v}-Faktors auf den Schleppabstand

- Bei konstanter Geschwindigkeit führt ein höherer kv-Faktor zu geringerer Lageabweichung bzw. geringerem Schleppabstand, d. h. zu höherer Positioniergenauigkeit (vgl. Abb.).
- Soll dagegen bei gleicher Genauigkeit die Kontur schneller abgefahren werden, so muss der kv-Faktor erhöht werden. Allerdings muss die Belastbarkeit der Maschine bekannt sein, da ein zu großer kv-Faktor zu Schwingungen und Instabilität des Antriebssystems führt, was sich negativ auf das Bearbeitungsergebnis und die Maschine auswirkt.

Mithilfe eines Kreisformtests kann man die Positioniergenauigkeit einer Werkzeugmaschine überprüfen und falsch eingestellte kv-Faktoren erkennen.
In der Regelungstechnik, in der diese Maschinen analysiert werden (analog auch hydraulische Maschinen), erscheint er oft in einem Blockschaltbild, siehe auch Signalflussplan. In der Automatisierungstechnik und Werkzeugmaschinenentwicklung ist er somit ein zentraler Größeneinflussfaktor, siehe Spanungsbewegung.

## Beispiele
In offiziellen Angaben bezieht sich der kv-Faktor auf die Geschwindigkeit, bei welcher die Lageabweichung 1 mm erreicht.
Durchschnittliche Werte liegen bei 5 m/(min·mm), wobei die Maximalwerte bis 16 m/(min·mm) betragen können. Bei Vorschubantrieben ist die Größenordnung des kv-Wertes 0,6 bis 4,8 m/(min·mm).